# Edward Niesobski
Edward Niesobski (ur. 11 września 1923, zm. 19 lipca 1944 w Poggenburg) – podporucznik czasu wojny, kurier Armii Krajowej, harcerz ostrowskiego hufca ZHP, autor jednego ze słynniejszych pamiętników okresu II wojny światowej napisanego przez nastolatka.

## Życie i konspiracja
Rozpoczął edukację szkolną we wrześniu 1929 roku w Sośniach, a po ukończeniu czwartej klasy w 1933 roku dojeżdżał do szkoły w oddalonym o 26 km Ostrowie Wielkopolskim.
W 1935 roku przeprowadził się z rodziną do Ostrowa, gdzie w czerwcu ukończył szkołę powszechną im. Ewarysta Estkowskiego. Po jej ukończeniu rozpoczął naukę w I Państwowym Liceum i Gimnazjum im. I Marszałka Polski Józefa Piłsudskiego w Ostrowie. Tu – mając za sobą prawie dwuletni staż w działającej przy szkole Estkowskiego drużynie – wstąpił do 5 Ostrowskiej Drużyny Harcerzy im. Tomasza Zana, przy ostrowskim gimnazjum.
W październiku 1939 r. w konspiracyjnych warunkach kontynuował pracę swojego zastępu harcerskiego, w grudniu został drużynowym. Dokształcał się na kompletach, uczył młodszych chłopców, pełnił różne funkcje harcerskie, wydawał komunikaty radiowe, w późniejszym czasie ukazujące się pod tytułem „Zew”.
Aresztowany na stacji Łódź Widzew 18 XI 1941 r. za próbę nielegalnego przekroczenia granicy Generalnego Gubernatorstwa. Najpierw przebywał w areszcie policji kryminalnej w Łodzi, przy obecnej ul. J. Kilińskiego 152. Skazany na rok więzienia. Od ok. 5 XII 1941 do 21 V 1942 r. przebywał w więzieniu na Radogoszczu, następnie wywieziony do więzienia karnego w Sieradzu (Strafanstalt, Schieratz) i stąd zwolniony 29 listopada 1942 roku.
Podczas pobytu w więzieniu radogoskim prowadził zapiski, które szczęśliwie udało mu się wynieść. Dziś stanowią istotne źródło informacji do dziejów tego więzienia w tym okresie. Niestety nie wiadomo, gdzie aktualnie znajduje się ich oryginał (również cały jego „Dziennik”), być może zaginął bezpowrotnie.
Podczas pobytu w więzieniu radogoskim, prawdopodobnie ze względu na wiek i wykształcenie, został najpierw sekretarzem (pisarzem) sali nr IV, a następnie jej komendantem. Stąd jego zapiski z tego okresu są takie istotne.
Z pobytu na Radogoszczu pozostał też Jego rysunkowy portret, wykonany przez współwięźnia - Teodora Wilenckiego, z datą 23 IV 1942. Również zaginiony.
Po powrocie do domu przeniósł się do Poznania, gdzie przebywał pod nazwiskiem Wacław Zybała. Jako „Lech” – zaprzysiężony 25 marca 1943 roku – został kurierem Komendy Okręgu Armii Krajowej.
Ponownie aresztowany na początku stycznia 1944 r. Zginął rozstrzelany w obozie żabikowskim 19 VII 1944 roku – według oficjalnego aktu zgonu o godz. 20.30.
Pośmiertnie odznaczony przez Komendę Główną AK Krzyżem Walecznym po raz pierwszy za aktywną działalność i pełną odwagi postawę wobec nieprzyjaciół. W 1983 roku wraz z pozostałymi członkami rodziny, odznaczony Krzyżem Armii Krajowej, a w 1986 roku Srebrnym Krzyżem „Za Zasługi dla ZHP” z Rozetą – Mieczami.

## Po śmierci

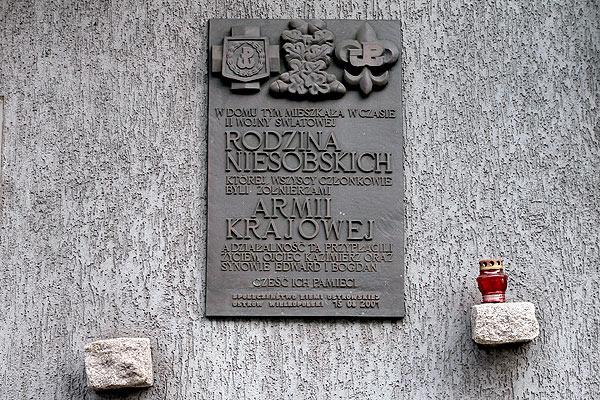
Ostrów Wielkopolski – ul. Wrocławska 33 – tablica ku czci rodziny Niesobskich

Edward Niesobski swoje losy opisał w prowadzonym przez siebie dzienniku, w którym zapisał wiele cennych informacji, między innymi na temat więzienia radogoskiego. Dziennik ten stanowi część książki „Dziennik harcerza i „Szarotki” (Gdańsk 1986, oprac. redakcyjne Andrzej Drzycimski – nagroda Polityki, 1986).
Jako autor dziennika znalazł się w gronie kilkunastu młodych osób z całego świata wymienionych na w książce Sarah Wallis i Swietłany Palmet „We were young and at the war” (patrz: https://web.archive.org/web/20190222143902/http://www.youngatwar.co.uk/).
Ślady działalności Edwarda Niesobskiego bez trudu odnaleźć można w Ostrowie. Nazwisko Niesobskiego znalazło się na zbiorczej liście 233 wychowanków i profesorów gimnazjum męskiego w Ostrowie, którzy zginęli w czasie II wojny światowej, umieszczonej na marmurowej tablicy znajdującej się na ścianie gimnazjum – dziś I Liceum Ogólnokształcącego w Ostrowie Wielkopolskim.

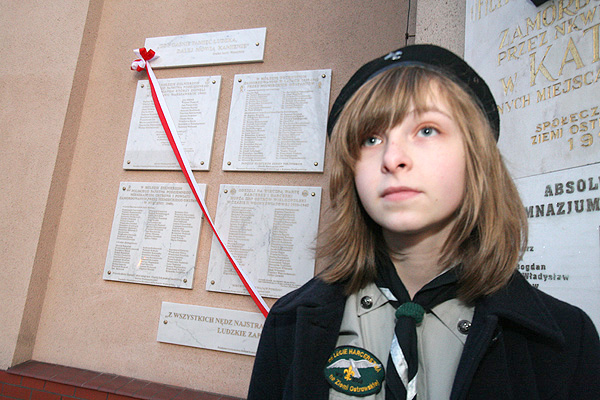
Odsłonięcie tablicy na ścianie kościoła pw. św. Antoniego w Ostrowie

15 sierpnia 2001 roku, na froncie kamienicy, w której w czasie II wojny światowej mieszkała rodzina Niesobskich, odsłonięto tablicę upamiętniającą ten fakt.
Niesobski wymieniony jest także na dwóch tablicach zbiorowych: tablicy „Odeszli na wieczną wartę. Harcerze i harcerki Hufca ZHP Ostrów Wielkopolski w czasie II wojny światowej 1939–1945” odsłoniętej 11 sierpnia 2010 roku na ścianie kościoła pw. św. Antoniego Padewskiego w Ostrowie oraz tablicy „Bohaterscy żołnierze Związku Walki Zbrojnej i Armii Krajowej – synowi Ziemi Ostrowskiej” odsłoniętej przy kościele pw. św. Antoniego w Ostrowie 3 maja 2010 roku.
Edward Niesobski znalazł się na liście osób pretendujących do tytułu „Ostrowianina 600-lecia” – plebiscytu przeprowadzonego w ramach organizowanych przez miejski samorząd obchodów 600-lecia miasta.

## Rodzina
Ojcem Edwarda Niesobskiego był st. sierż. Kazimierz Niesobski (ps. „Bartek”, ur. 1896, rozstrzelany w Żabikowie 7.05.1944), kierownik grupy kurierów kolejowych poznańskiego okręgu AK. Matką Edwarda była Anna Niesobska (ur. 1900, z domu Kmieciak).
Edward Niesobski miał liczne rodzeństwo: braci: Henryka (ur. 1925), Bogdana (ps. „Orzeł”, ur. 1927, uznany za zmarłego 27.01.1956) i siostry: Janinę (ur. 1930, ps. „Janka”, „Słoneczko”) i Krystynę (ur. 1933)